# 洲立影藝

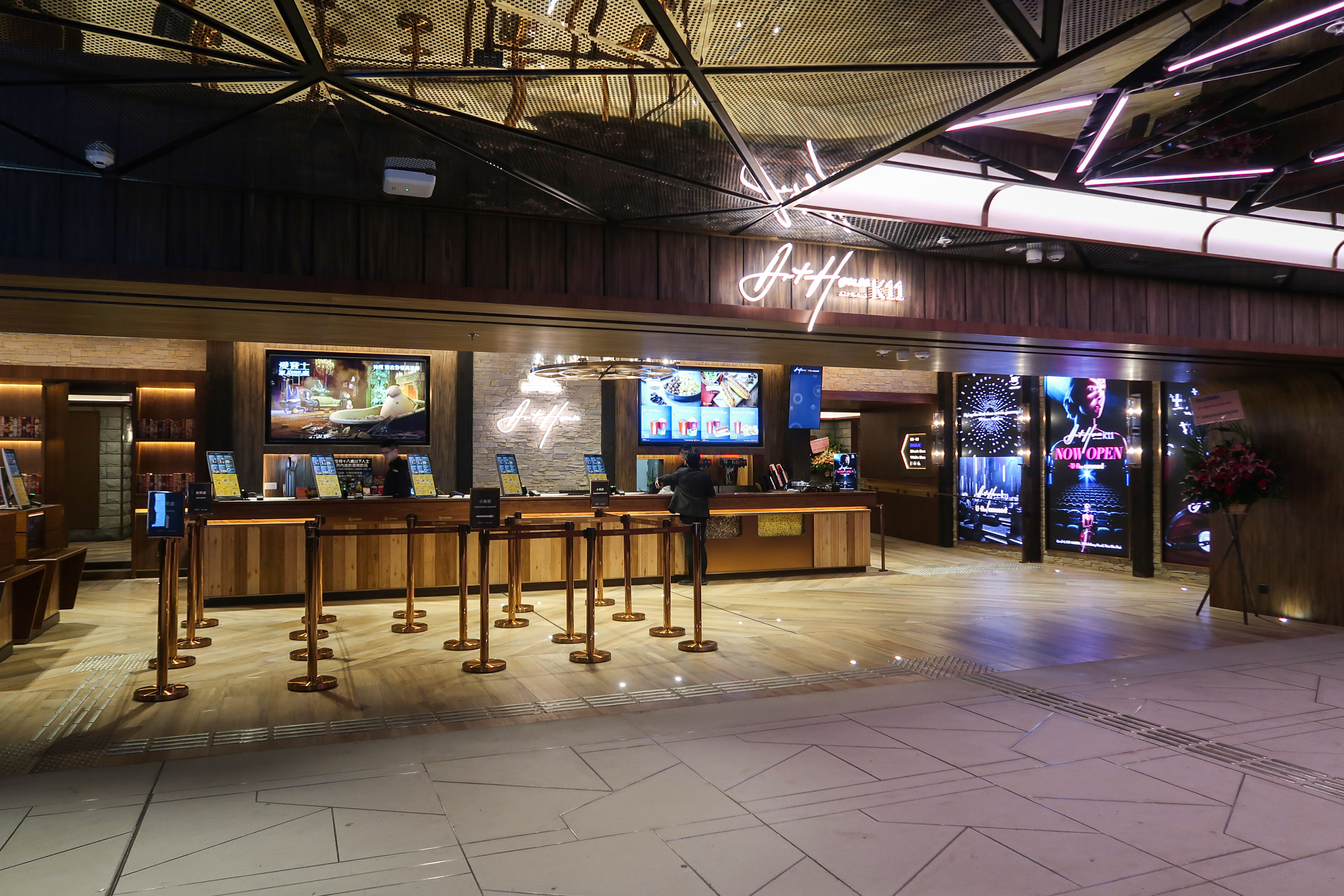
K11 Art House

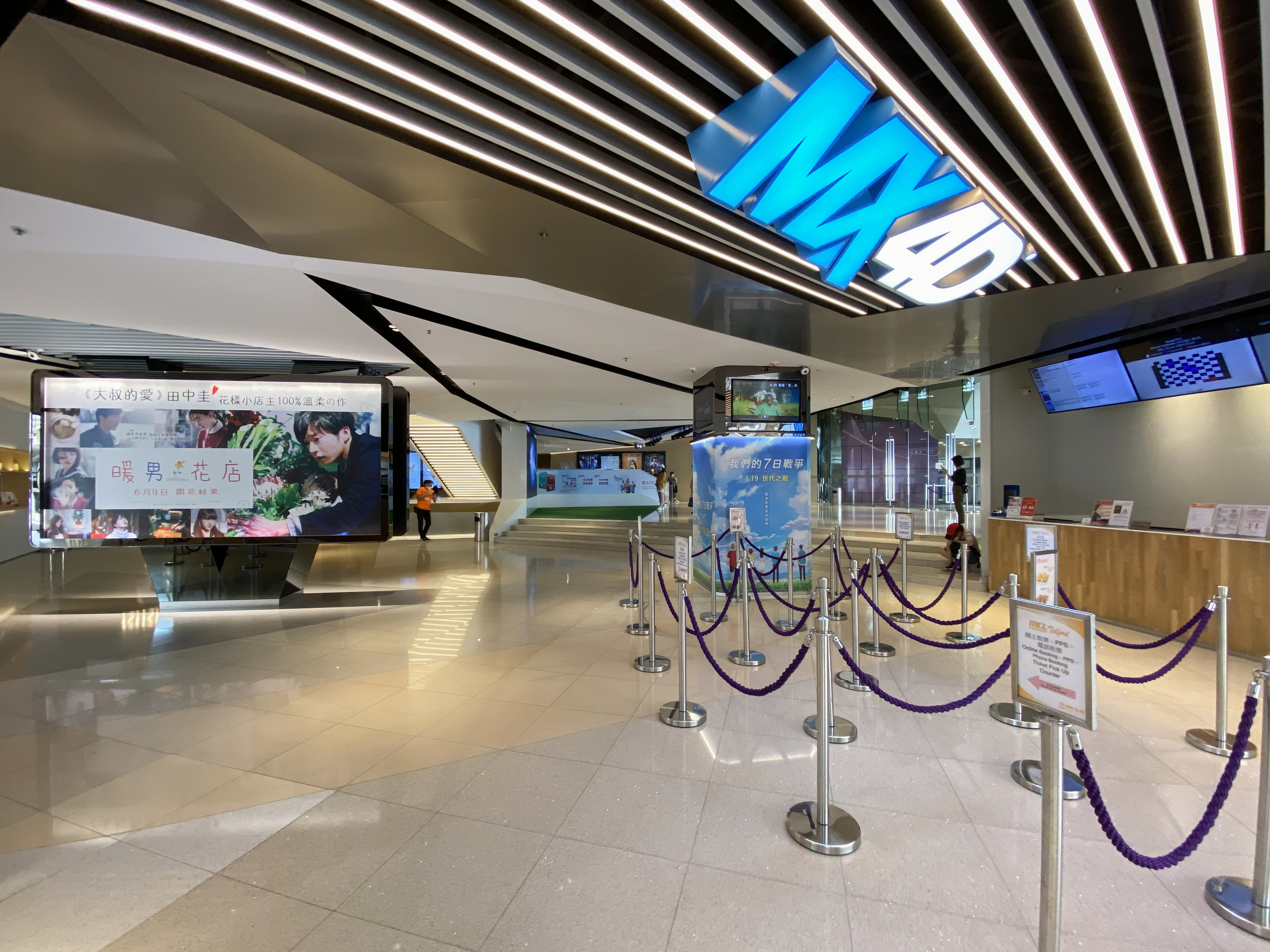
MCL 德福戲院

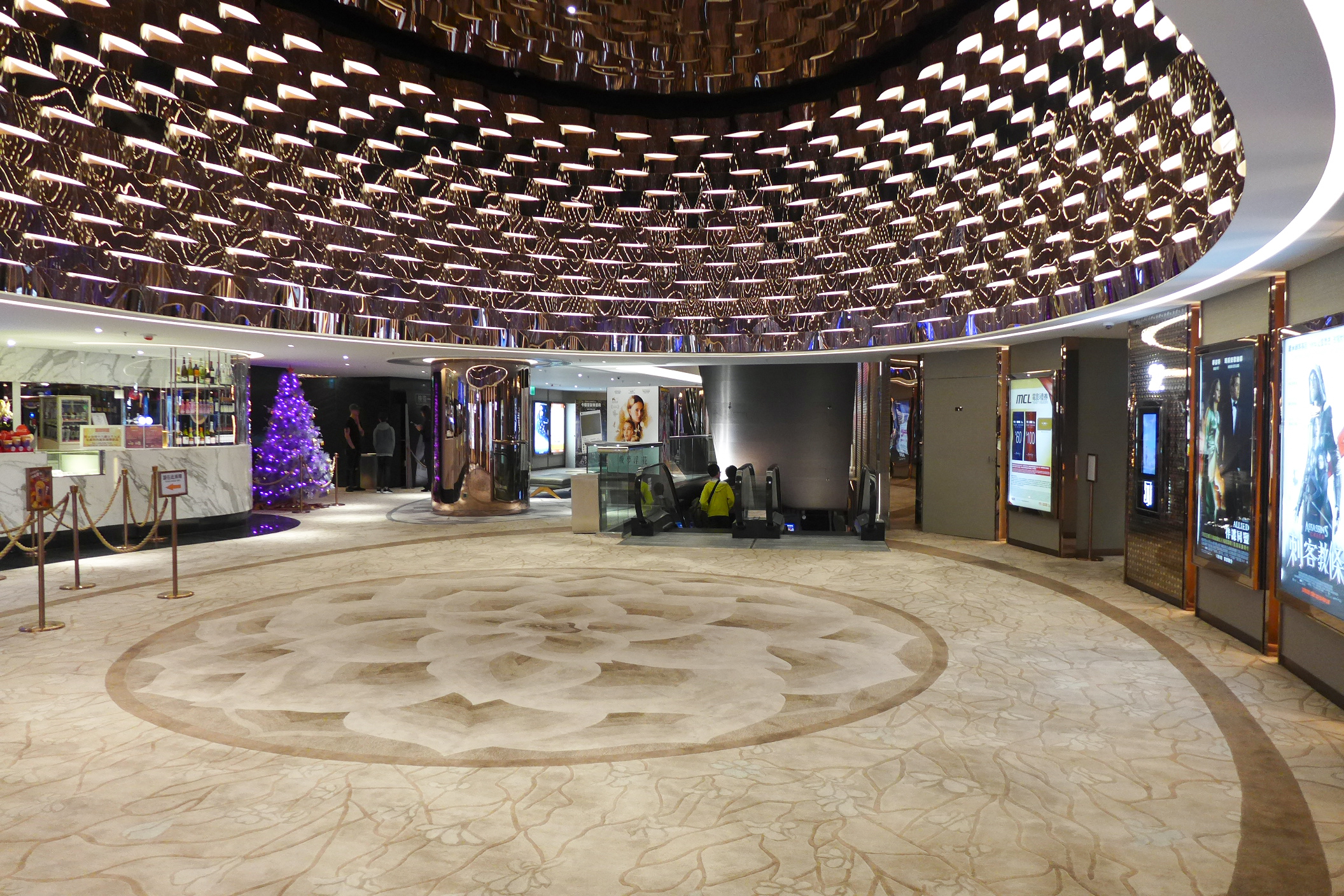
九龍塘又一城Festival Grand Cinema大堂

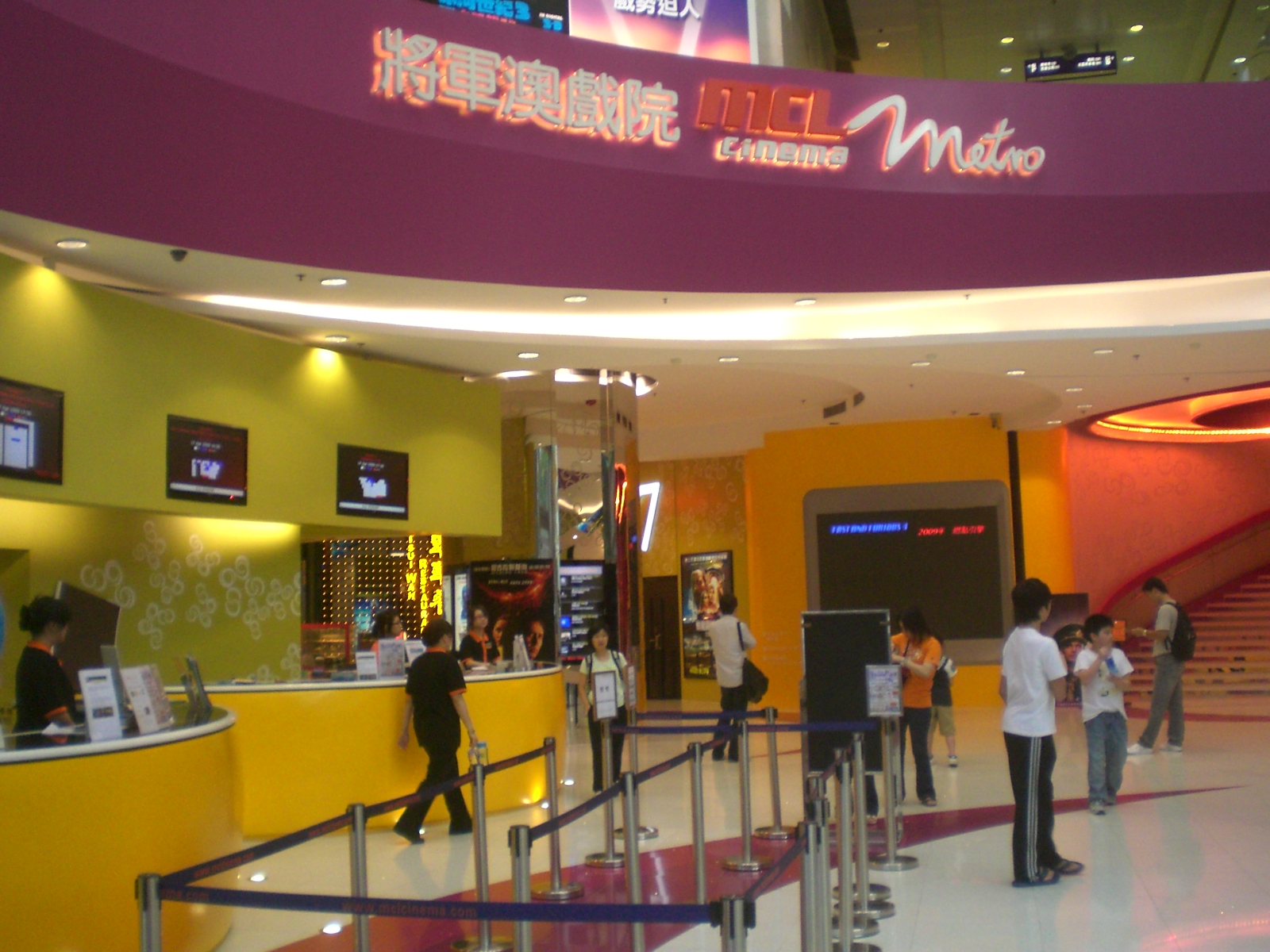
MCL 新都城戲院

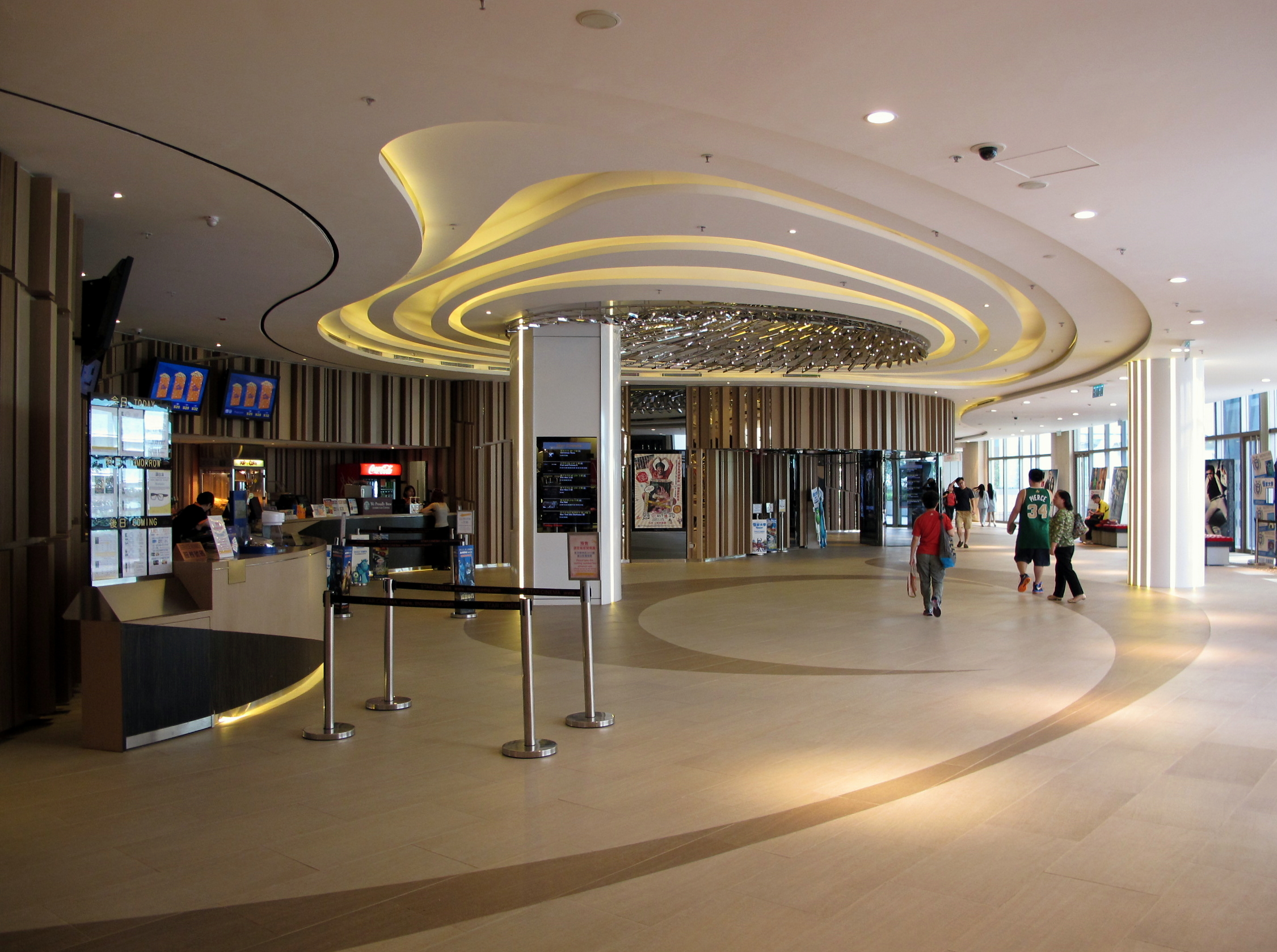
STAR Cinema

洲立影藝有限公司（英語：Multiplex Cinema Ltd，簡稱），香港的主要戲院院線之一，是寰亞洲立集團旗下公司，於1982年成立，現有14間戲院，共79個影廳，是香港第一大院線，其院線在2025年8月香港的市場佔有率約為28%。

## 歷史
MCL院線1982年成立，洲立影藝原名為迷你影藝，至2002年才正式改名。母公司2013年出售大部份股權給林建岳的豐德麗。
洲立影藝目前營運14間戲院，分別為MCL新都城戲院（2000年開設）、MCL德福戲院（2008年開設）、STAR Cinema（2012年開設）、皇室戲院（2015年開設）、Festival Grand Cinema（2016年開設）、MCL粉嶺戲院 - 逸峯廣場（2017年開設）、MOVIE TOWN（2018年開設）、MCL長沙灣戲院（2019年開設）、MCL數碼港戲院（2020年開設）、K11 Art House（2021年接手經營）、MCL東薈城（2021年接手）、MCL淘大（2021年接手）、MCL The ONE（2023年接手）、MCL AIRSIDE（2023年開設）。
洲立影藝在2002年引進了網上及電話購票系統，方便觀眾預先購得戲票，同年成立一個影迷俱樂部MCL Club/Cinema Fans，藉此行CRM。
在2016年增開3間戲院，亦表示未來有意物色更多合適地點開設戲院，希望可以各區也有戲院。並設立新品牌Grand以較潮流為主。當時MCL旗下共有15家戲院，設有80個影廳，共約1萬個座位。
2020年，MCL戲院承租啟德AIRSIDE，提供7個影院，共有1,100個座位，租約長達近10年。
2021年1月26日，MCL母公司豐德麗集團以5600萬元收購UA旗下K11 MUSEA的戲院K11 Art House，共有12間放映廳，並於同年3月7日開始接手營運。MCL自新港戲院結業撤出尖沙咀後再進駐，並首次擁有IMAX放映院。此外，MCL同時與The ONE商場簽約以低於現時市價的100萬月租，於2023年接替經營的百老匯院線，共6間放映廳。屆時尖沙咀的4間戲院中，MCL將獨佔兩間，亦同時成為全港最大院線。
2021年3月8日，UA院線全線結業，洲立影藝旗下的MCL戲院接手營運東涌東薈城戲院。MCL戲院於同月16日宣布，旗下第13間戲院「MCL東薈城戲院」將於6月17日開幕。MCL院線於同年7月13日宣布再接手九龍灣淘大商場三期的前UA戲院，7月15日開業，成為目前全港擁有最多戲院的院線。
2022年4月1日，英皇影院集團與麗新集團旗下的MCL院線宣佈，共同投資及建立新的院線品牌「Plus+」。MCL院線與英皇院線合作將會建立兩組品牌，包括由英皇戲院營運及管理的Emperor Cinemas Plus+與由MCL院線營運及管理的MCL Cinemas Plus+，兩組戲院的會員制度與優惠均分別由英皇戲院及MCL院線各自主理。

## 旗下影院
截至2025年8月，在香港有14間戲院，共79個影廳，約11,483個座位。
- MCL 新都城戲院（前稱：MCL 將軍澳戲院）

位於將軍澳新都城商場二期地下近寶豐路，2000年開幕，設6間影院共694個座位，包括3間迷你戲院（2、5和6號院），戲院於2019年翻新。
- MCL 德福戲院

位於九龍灣德福花園平台，前身為UA旗下戲院，於2008年8月19日開幕，設6間影院共789個座位，包括2間迷你戲院（4和5號院）戲院在2017年4月開始進行裝修及升級工程，並在同年12月正式竣工，全部影院的投影系統升級為 Sony Cinealta 4K 投影機。而2號院及3號院則為House FX戲院。
- MCL 粉嶺戲院 - 逸峯廣場

位於粉嶺逸峯廣場，於2017年1月21日開幕，設3間影院共285個座位，引入「無機房」設計，可在5、6米樓底設放置投映設備。
- STAR Cinema

位於將軍澳PopCorn一期1樓近唐俊街，於2012年3月31日開幕，設6間影院共626個座位。
- 皇室戲院

位於銅鑼灣皇室堡，於1994年開幕，設3間影院共246個座位。
- Festival Grand Cinema（又一城）

位於九龍塘又一城，前身為AMC又一城戲院，於2016年6月8日開幕，設8間影院共1196個座位。
- MOVIE TOWN（沙田新城市廣場戲院）

位於沙田新城市廣場，前身為UA旗下戲院，於2018年6月8日正式開幕，設7間影院共約1,702個座位，以「朋友·電影·回憶」為概念，引入Samsung Onyx、455吋無縫安裝LED平幕，亦引入RealD 3D播放系統和在3樓設HOUSE FX影院。
- MCL 長沙灣

位於長沙灣麗新商場，前身為1997年結業的麗新戲院，也是洲立院線唯一的自置物業（屬於母公司麗新集團）。採用簡約的工業風設計，於2019年1月31日開幕。設有4個影院，提供共418個座位。
- MCL 數碼港

位於鋼綫灣數碼港商場，前身為百老匯院線旗下戲院，於2020年6月16日開幕。設有4個影院，提供共818個座位。
- MCL K11 Art House

位於尖沙咀K11 MUSEA 4樓，前身為UA旗下戲院，2021年3月7日正式開幕。內設12間影廳，合共提供1,708個座位，是全港最大的戲院。當中包括全港首間IMAX Laser影院、設有26個獨立梳化座位的VIP貴賓級電影院「Blackbox」和多功能表演藝術影院「Whitebox」。
- MCL 東薈城

位於東薈城名店倉6樓，前身為UA旗下戲院，於2021年6月17日開幕。內設4個影院，共有673個座位，均配備4K Laser投影機及杜比7.1環迴立體聲音響，其中1院更設有杜比全景聲Dolby Atmos音響系統。
- MCL 淘大

位於淘大商場三期，前身為UA旗下戲院，於2021年7月15日開幕。共有3個影院，603個座位。
- MCL The ONE

位於尖沙咀The ONE，6間影院共807個座位，前身為百老匯院線旗下戲院，於2023年9月1日開幕。
- MCL AIRSIDE

位於啟德AIRSIDE，33000方呎樓面，設有7個影院，提供918個座位，於2023年9月28日開幕。影院特別引入 LUXE: A RealD Experience 巨幕影院，內置19米乘9米的革命性RealD 終極銀幕（RealD Ultimate Screen）, 配合杜比全景聲Dolby Atmos音響系統 。

## 已結業影院
- MCL 新港戲院
  - 尖沙咀新港中心-於2006年10月8日結業。
- The Grand Cinema
  - 九龍站圓方-與邵氏公司合資，原由MCL（洲立影藝有限公司）負責營運，於2007年10月1日開幕，設12間影院共1,600多個座位，其中6號院（Manhattan Galaxy）為全港首間設有杜比全景聲（Dolby Atmos）音響系統的影院。戲院更提供非主流的電影、音樂劇、戲劇、歌劇及舞蹈等節目。其後改由碧耀有限公司營運。於2019年2月28日因租約期滿而結業，原址由百老匯接手經營，以旗下新品牌營運，並重新裝修。[6]
- 4D超立體巨幕影館 （香港國際機場翔天廊）－1間影院，於2012年1月31日結業，原址改為機場UA IMAX影院（2019年9月29日結業）。
- MCL JP銅鑼灣戲院
  - 銅鑼灣百德新街－前身為邵氏旗下的翡翠及明珠戲院，於1999年斥資逾億改建為兩間影院，合共提供658個座位，設分Christie 4K數碼投映系統，於2017年4月17日因租約期滿結業。[7]原址由傳遞娛樂旗下的Cinema City接手經營(已結業)再由影藝戲院接手。
- MCL 海怡戲院
位於鴨脷洲海怡半島，於2016年3月23日開幕，首間戲院引入「無機房」設計，設3間影院共555個座位。因租約期滿，加上受今年6月開幕黃竹坑The Southside英皇戲院Plus+影響，於2024年8月1日起結束營業。

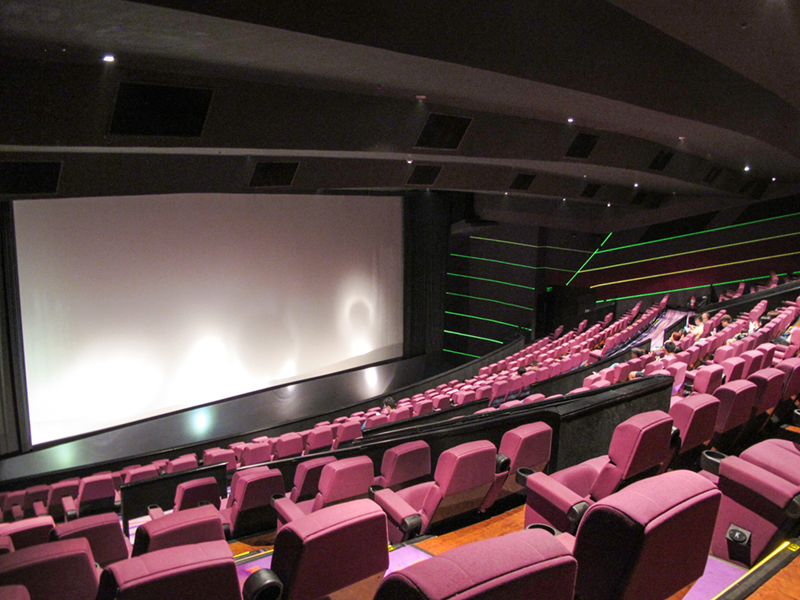
MCL JP銅鑼灣戲院採用大銀幕，但礙於業主加租，於2017年4月17日結束營業

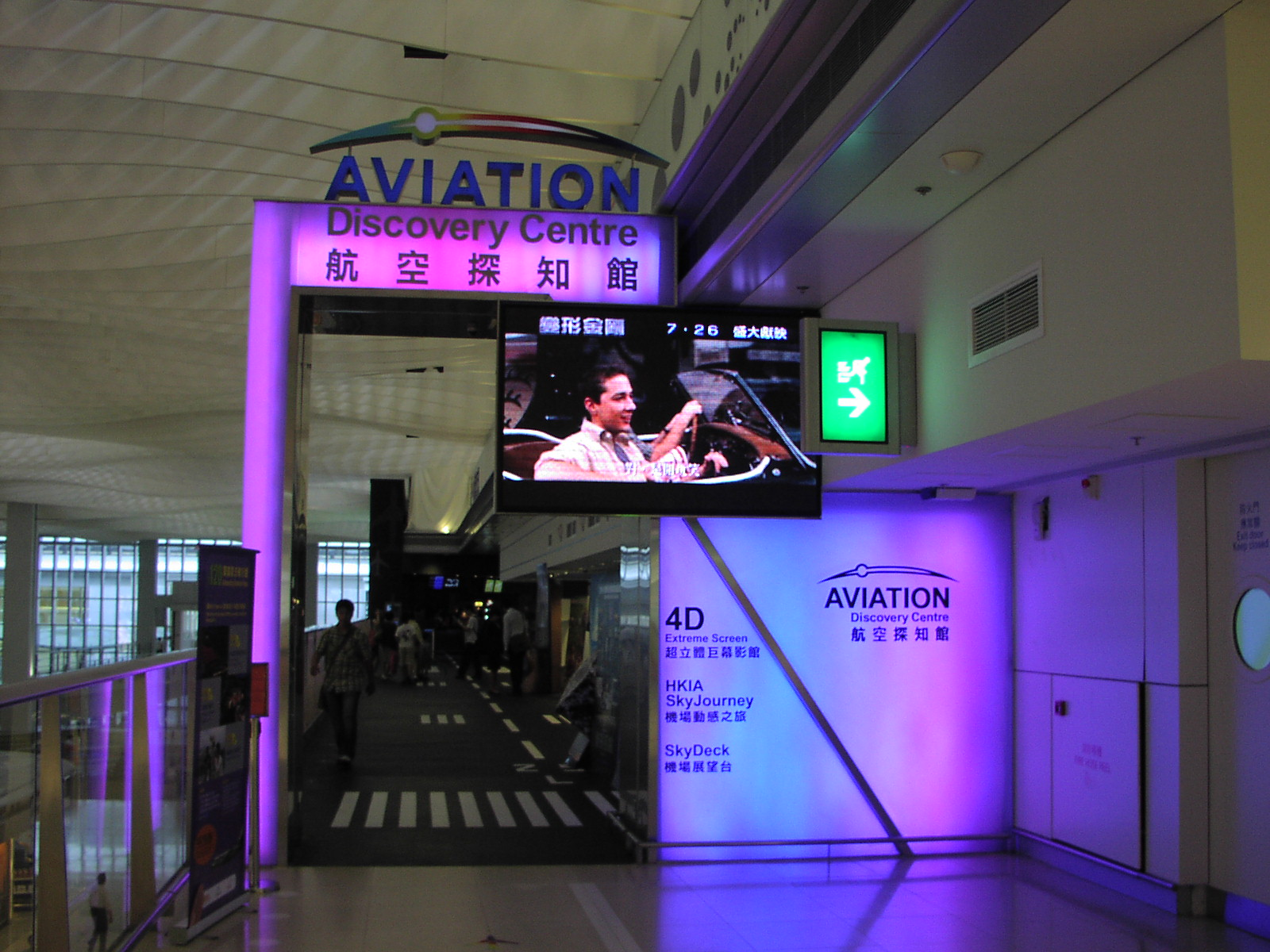
香港國際機場翔天廊4D超立體巨幕影館（已結業）

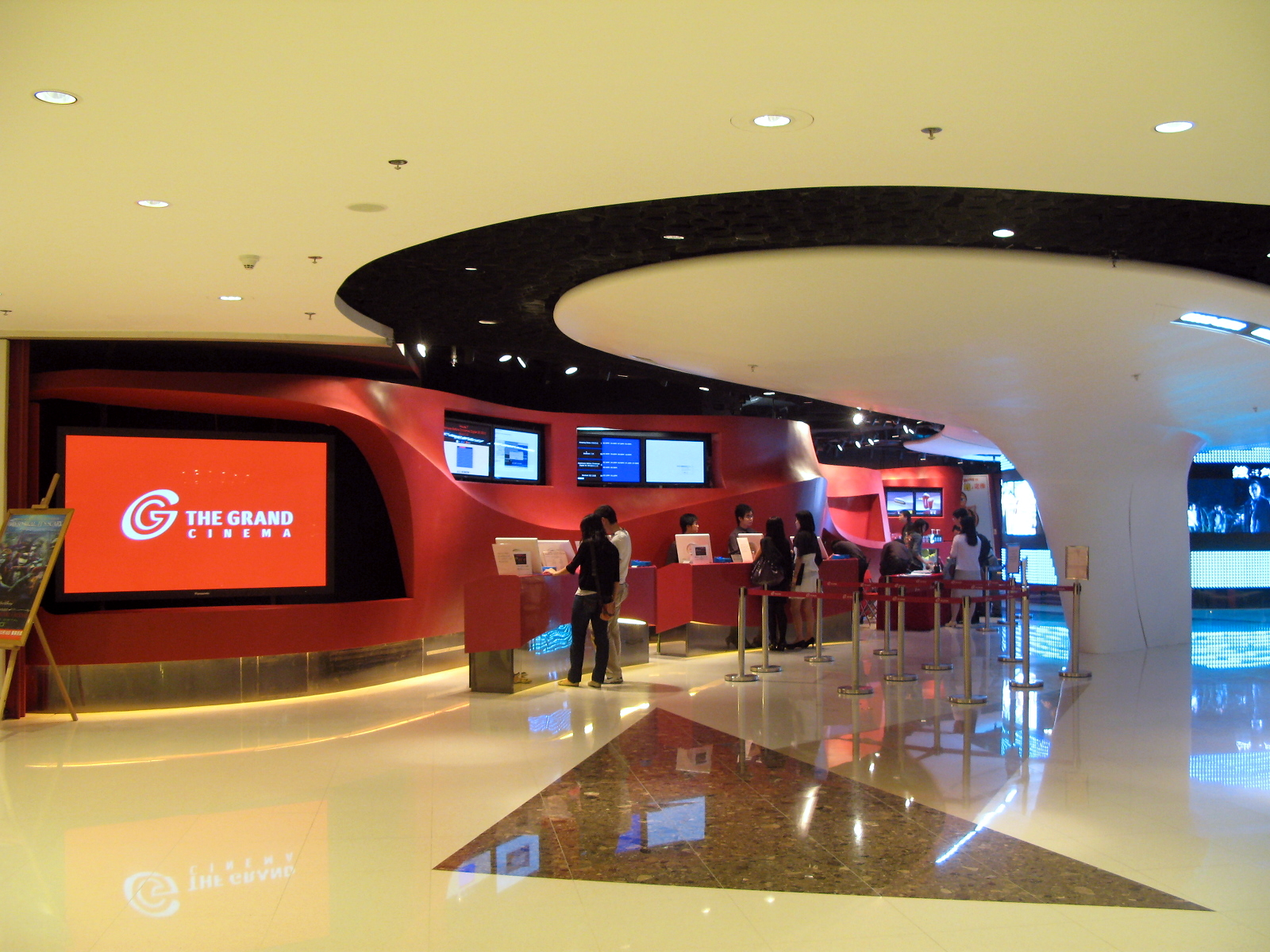
九龍站圓方The Grand Cinema(已結業)

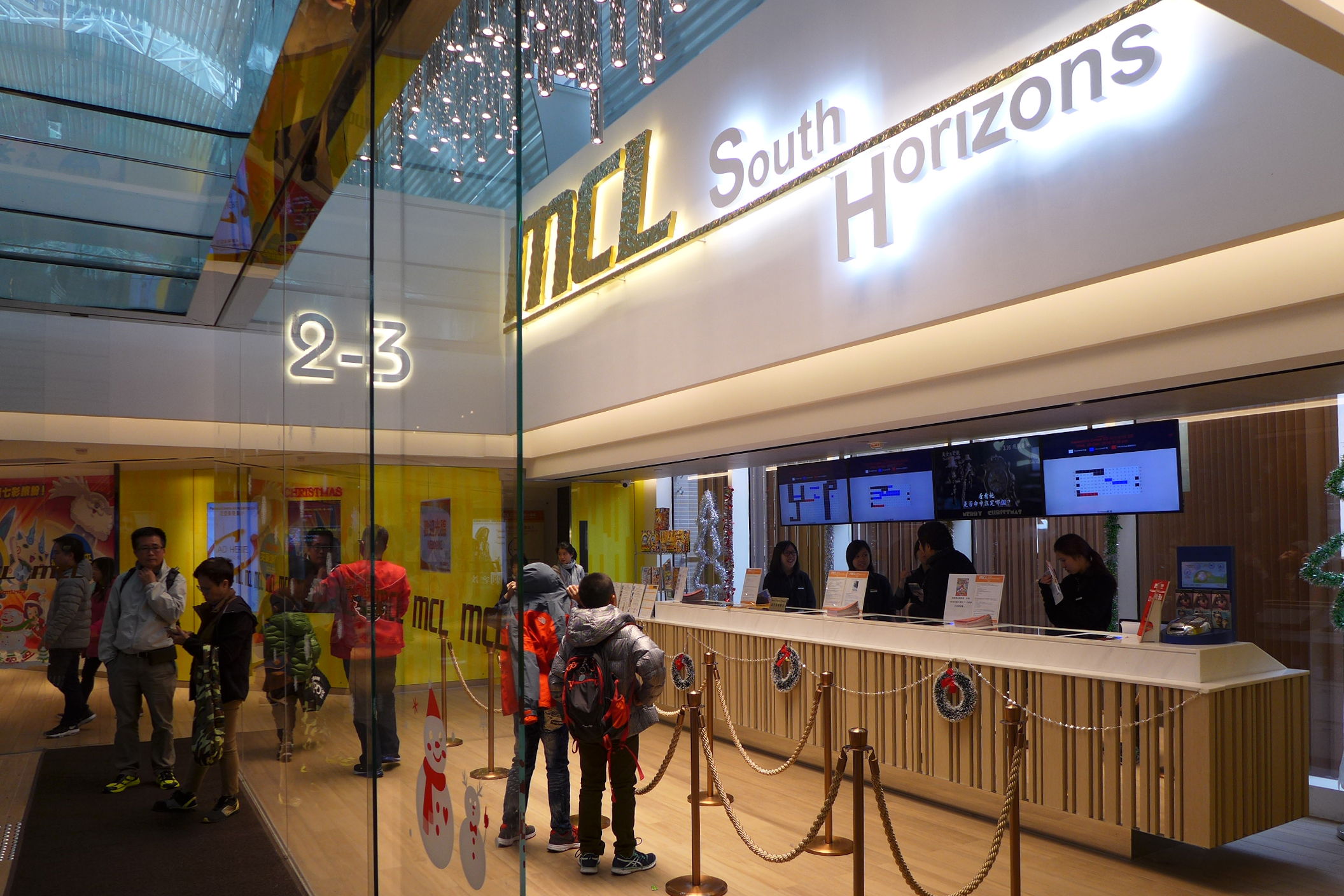
MCL 海怡戲院 (已結業)

- MCL Cinemas Plus+ 荷里活戲院

MCL Cinemas Plus+品牌，位於鑽石山荷里活廣場，前身為百老匯院線旗下戲院，設有6個影院，提供1,611個座位，於2022年7月7日開幕，惟於2024年12月13日起暫停營業並於2025年1月正式結業，2025年7月12日由影藝戲院接手。
- 康怡戲院（前稱：MCL 康怡戲院）

位於太古康怡廣場，1987年開幕，設5間影院共706個座位，包括2間迷你戲院（1和5號院）。戲院先後於2010及2017年翻新，由美國引入全港獨有的MX4D全感官影院及設兒童戲院。惟於2025年5月28日租約期滿結業，預計改建為室內兒童樂園。

### 深圳
洲立影藝曾在深圳經營兩間影院，均已結業。
- MCL 洲立影城戲院 羅湖喜薈城－有6個銀幕共529座位。原址改為太平洋影院。
- MCL 洲立影城戲院
  - 蛇口花園城中心－有5個銀幕共629座位，於2018年結業，原址改為中影泰得影城U+CINEMA。[8]

## 外部参考
- 洲立影藝官方網頁
- 洲立影城官方網頁 (中國內地)